# Coddu Vecchiu

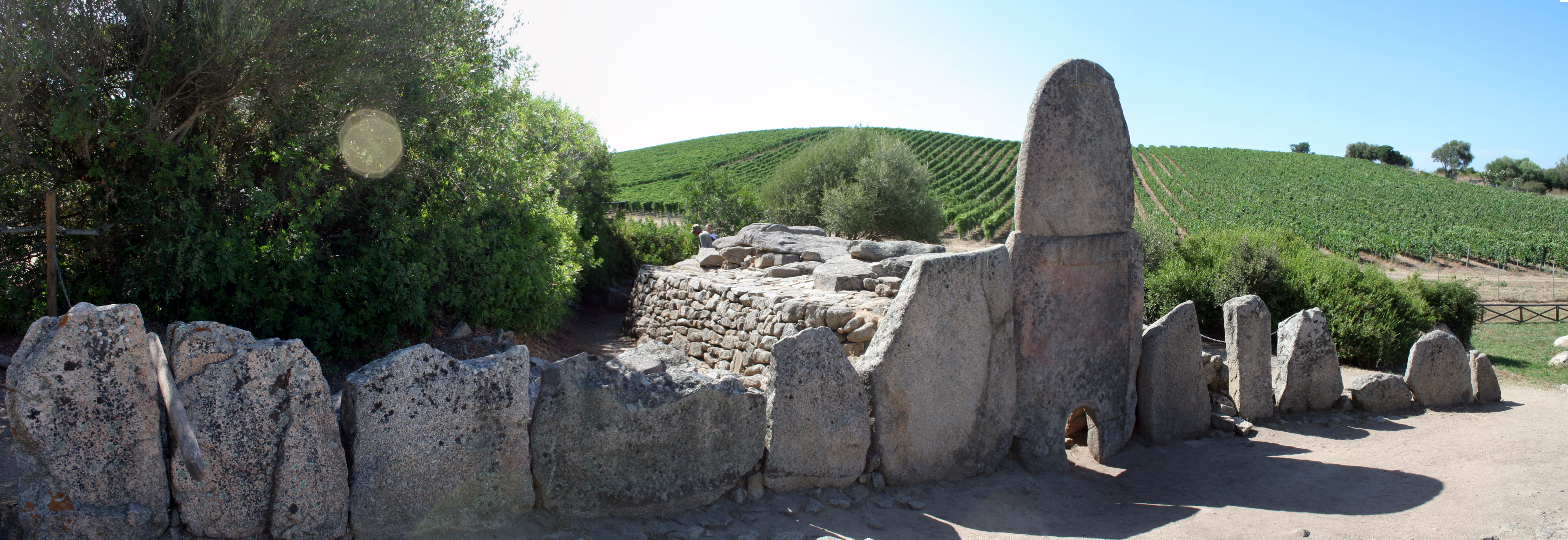
Das Gigantengrab von Coddu Vecchiu bei Arzachena in der Gallura auf Sardinien.

Das Gigantengrab Coddu Vecchiu liegt bei Arzachena in der Provinz Nord-Est Sardegna auf Sardinien. Die in Sardu Tumbas de sos zigantes und (italienisch Tombe dei Giganti - plur.) genannten Bauten sind die größten pränuraghischen Kultanlagen Sardiniens und zählen europaweit zu den spätesten Megalithanlagen. Die 321 bekannten Gigantengräber sind Monumente der bronzezeitlichen Bonnanaro-Kultur (2.200–1.600 v. Chr.), die Vorläuferkultur der Nuraghenkultur ist.

## Typenfolge
Baulich treten Gigantengräber in zwei Varianten auf. Die Anlagen mit Portalstelen und Exedra gehören zum älteren Typ. Bei späteren Anlagen besteht die Exedra statt aus monolithischen Stelen, aus einer in der Mitte deutlich erhöhten Quaderfassade aus bearbeiteten und geschichteten Steinblöcken. Das Gigantengrab Coddu Vecchiu ist eine Anlage des älteren Typs (mit Portalstele). 
Die Megalithanlage wurde 1966 von Editta Castaldi ausgegraben. Sie wird als Teil einer archäologischen Dreiheit betrachtet, deren übrige Bestandteile der Nuraghe La Prisgiona, ungefähr 600 m südöstlich liegend, und der nur 20 m entfernte Nuraghe Demuro bilden. Von letzterem blieben nur einige Steinreihen erhalten. Es war eine Nuraghe der komplexen Art. Neben der zentralen Tholos hatte sie wenigstens zwei weitere Türme in einer mittels Mauern vervollständigten Bastion.

Coddu Vecchiu
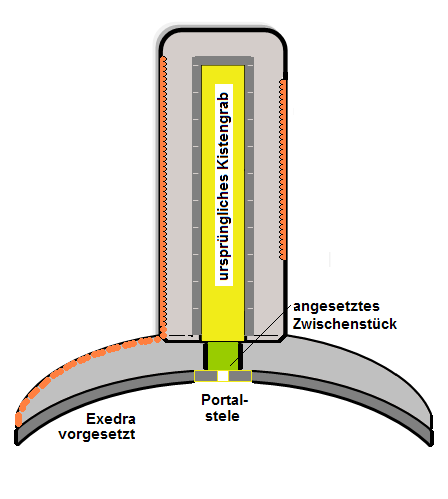
Die zweiphasige Anlage Coddu Vecchiu
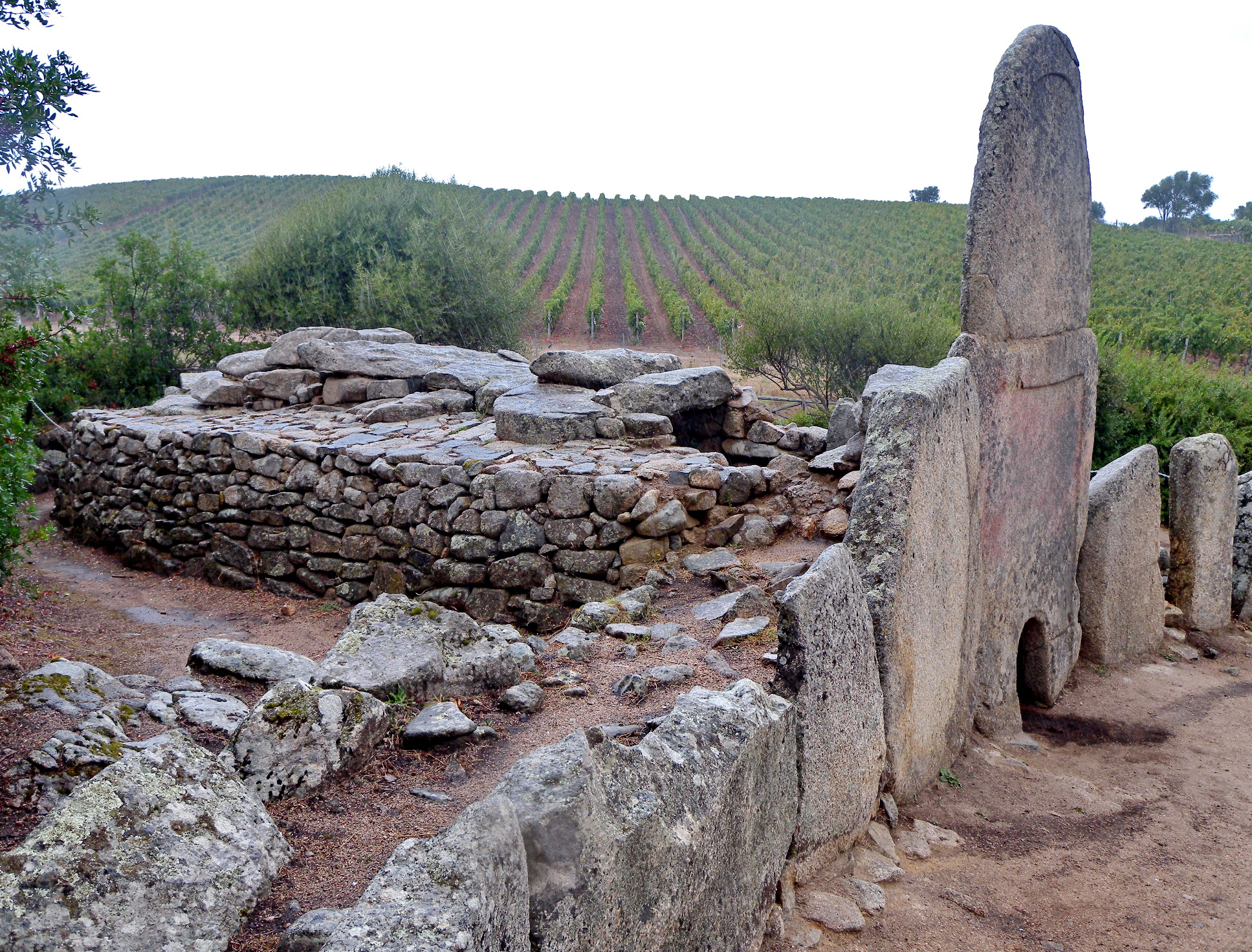
Das Gigantengrab Coddu Vecchiu
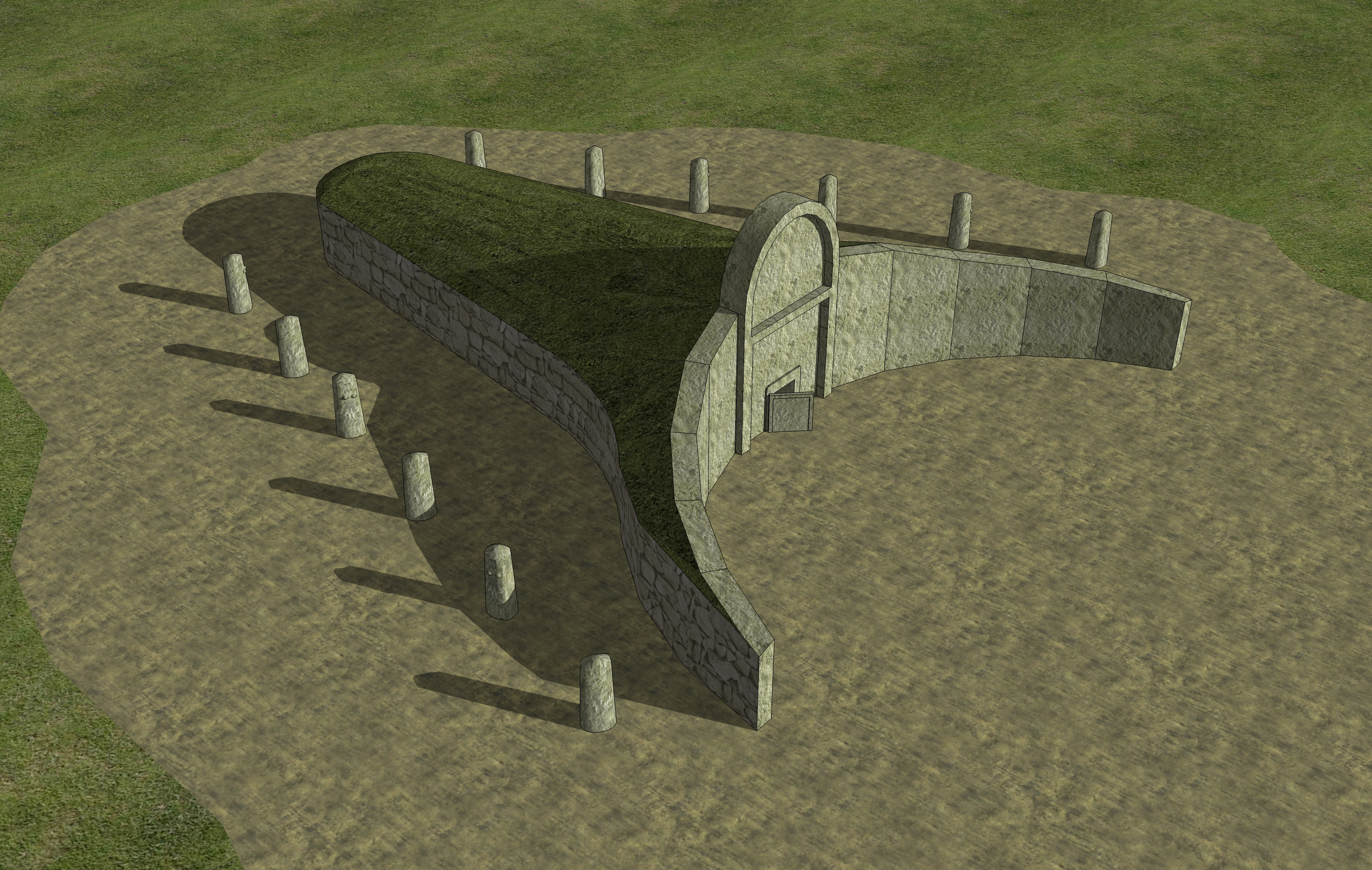
Modell mit Portalstelen-Exedra
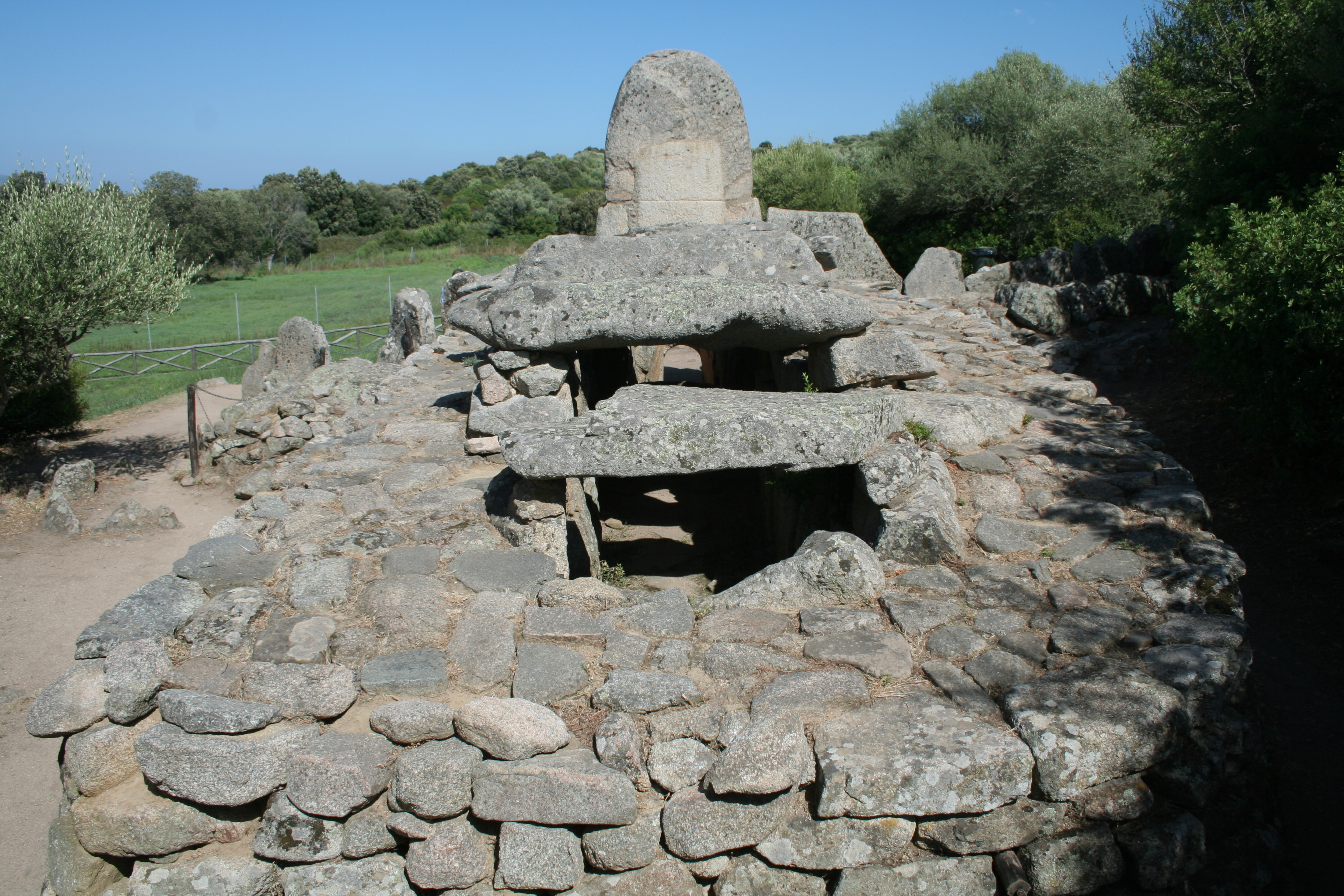
Kammer vom Ende gesehen
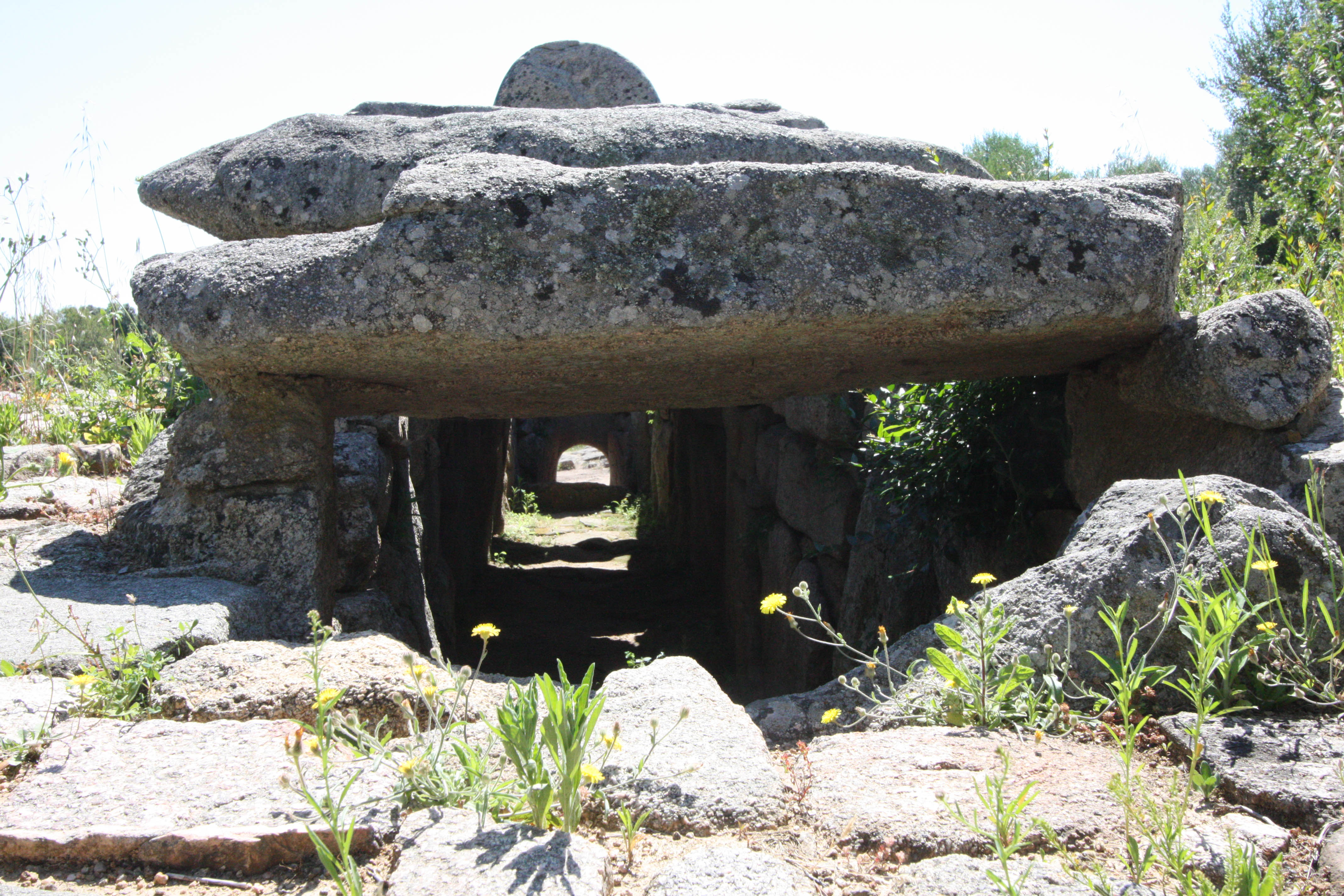
Kammer vom Ende gesehen
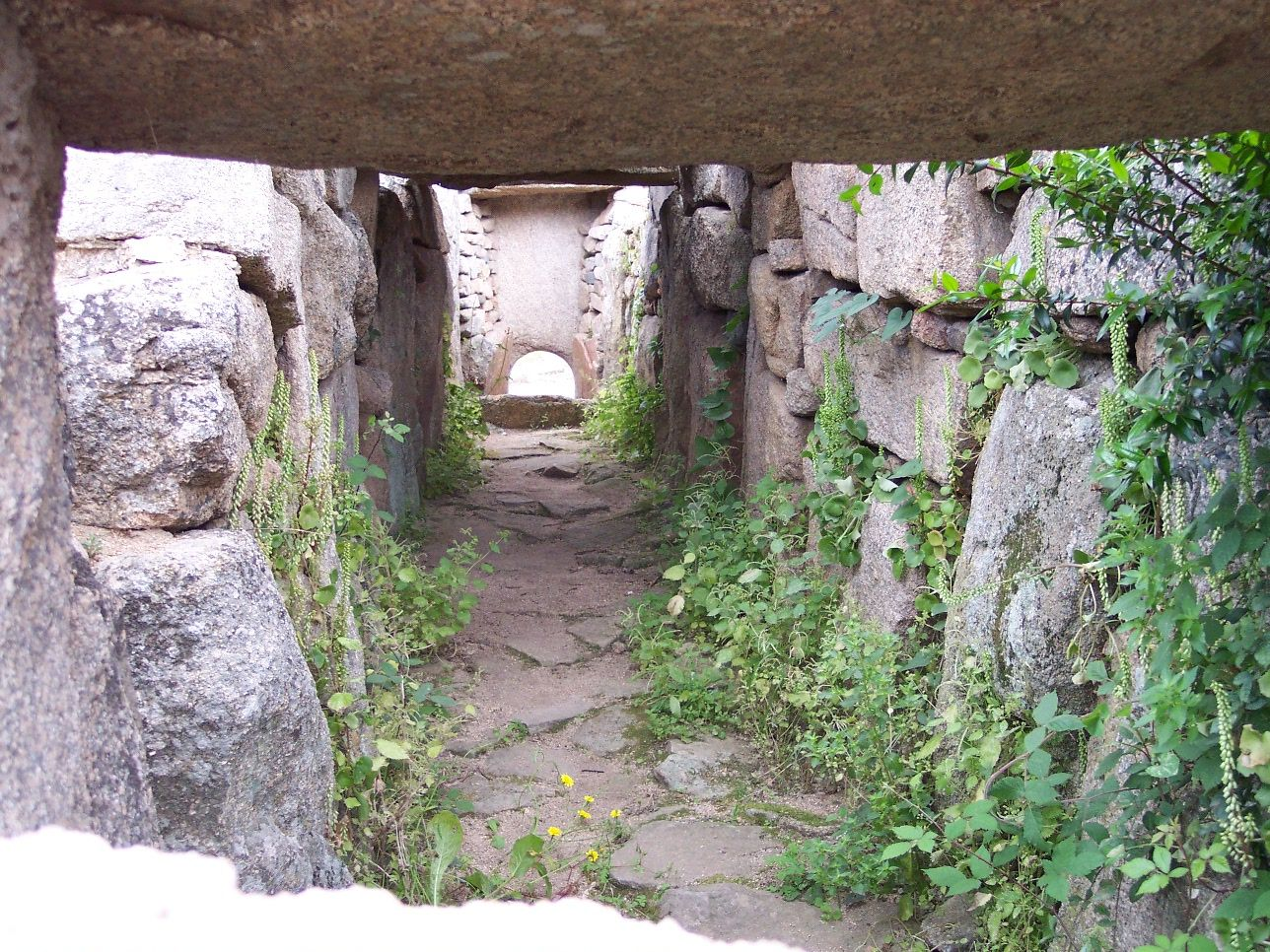
Innenansicht der Kammer mit Blickrichtung Zugang
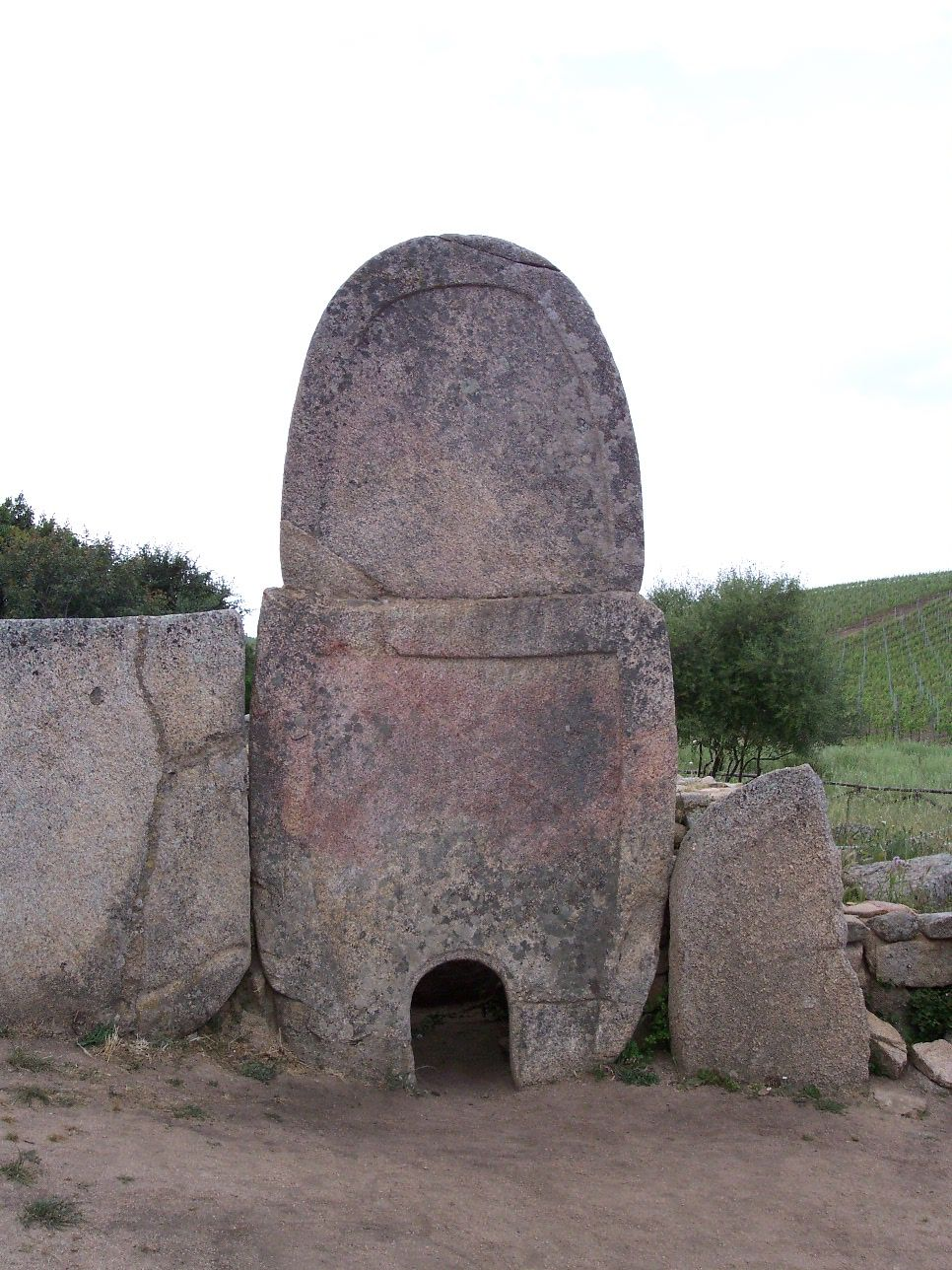
Die zweiteilige Portalstele mit der Lünette im oberen Bereich

## Beschreibung
Das immer noch gute Erscheinungsbild (besterhaltene Anlage ihrer Art) ist das Ergebnis zweier Bauphasen. Zunächst wurde eine Art Kiste oder Galerie gebaut. Später wurde die Exedra davor gesetzt. Sie besteht aus der phallischen Zentralstele und einer bogenförmig in Reihe aufgestellter senkrechter Tafeln, die die Fassade bilden. Sie wird von einer dahinter liegenden gewölbten Mauer aus mittelformatigen Steinen gehalten, die auch die Exedra über eine Zwischenkammer mit der älteren Galerie verbindet. Die Höhe der nur bei dieser Anlage zweiteilig erstellten zentralen Stele, in deren unterer Platte sich der Zugang zur Kammer befindet, beträgt 4,04 m, ihre Breite beträgt unten 1,9 m. Die beiden seitlichen anschließenden Tafeln sind bereits deutlich niedriger. Sie werden zu den Seiten hin durch (einst) jeweils sechs noch niedrigere Tafeln ergänzt. Wie bei der nahe gelegenen, doppelt so großen Anlage von Li Lolghi bildet die vorgesetzte Fassade das bemerkenswerteste Element des Monumentes. 
Die dahinter liegende, im Verhältnis zur Exedra rustikal wirkende Galerie ist außen 10,0 m lang, was einer kleineren Variante der Gigantengräber entspricht, und 3,5–4,0 m breit. Sie umschließt relativ eng, eine rechteckige Kammer, deren innere Seite aus Granitblöcken bestehen. Die Decke wird von Sturztafeln gebildet. Die heute sichtbare, früher vermutlich in einem Hügel verborgene Außenfront des Galerieteils wird durch Reihen von Steinen mittlerer Dimensionen gebildet. Die Menge der mittelformatigen Steine führte zu der These, dass es einmal einen Tumulus gab, der die Struktur bedeckte. 
Der nur im Mittelteil erhaltene, gepflasterte Boden folgt der natürlichen Neigung des Geländes. Das ausgegrabene Material hat eine kulturelle Abfolge bestätigt, die den verschiedenen Bauabschnitten entspricht. Die Mehrheit der Artefakte wurde im Gebiet der Exedra gefunden, weil der interne Teil zu verschiedene Zeiten ausgeräumt und das restliche Material ausgeraubt worden ist. Man fand Pfannen, Schüsseln und Teller mit Kammdekoration sowie Vasen mit zurück gebogenen Hälsen. All dies gehört zur letzten Phase der Bronzezeit und der Nuraghenkultur. Es gibt aber auch Fragmente von Vasen, die mit der typischen Dekoration der Bonnanaro-Kultur versehen sind.